# Liste der Monuments historiques in Balagny-sur-Thérain
Die Liste der Monuments historiques in Balagny-sur-Thérain führt die Monuments historiques in der französischen Gemeinde Balagny-sur-Thérain auf.

## Liste der Bauwerke
| Bezeichnung     | Beschreibung              | Standort | Kennzeichnung | Schutzstatus | Datum | Bild           |
| --------------- | ------------------------- | -------- | ------------- | ------------ | ----- | -------------- |
| Kirche St-Léger | Erbaut im 13. Jahrhundert | (Lage)   | PA00114494    | Inscrit      | 1927  | weitere Bilder |

## Liste der Objekte
| Bezeichnung | Beschreibung                              | Standort                      | Kennzeichnung | Schutzstatus | Datum | Bild |
| --- | ----------------------------------------- | ----------------------------- | ------------- | ------------ | ----- | ---- |
| Skulptur Madonna und Kind | Stein, polychrom gefasst, 16. Jahrhundert | in der Kirche St-Léger (Lage) | PM60000070    | Classé       | 1908  |      |
| Bleiglasfenster Nr. 1: Miracle des saintes, résurrection de Jean, fils d’Aldegonde | 19. Jahrhundert                           | in der Kirche St-Léger (Lage) | PM60003607    | Inscrit      | 1982  |      |
| Maschine zum Bedrucken von Tapeten | Gusseisen, 1875                           |                               | PM60004808    | Inscrit      | 2007  |      |
| Bleiglasfenster Nr. 2: Translation à Nogent-sur-Oise par sainte Bathilde, des coprs de sainte Maure et de sainte Brigide | 19. Jahrhundert                           | in der Kirche St-Léger (Lage) | PM60003608    | Inscrit      | 1982  |      |
| Bleiglasfenster Nr. 4: Saintes Maure et Brigide visitant l’évêché d’Arles | 19. Jahrhundert                           | in der Kirche St-Léger (Lage) | PM60003609    | Inscrit      | 1982  |      |
| Ensemble von vier Bleiglasfenstern: Martyr de sainte Maure et de sainte Brigide, Miracle des saintes, résurrection de Jean, fils d’Aldegonde, Translation à Nogent-sur-Oise par sainte Bathilde, des corps de sainte Maure et de sainte Brigide, Saintes Maure et Brigide visitant l’Evêché d’Arles | 19. Jahrhundert                           | in der Kirche St-Léger (Lage) | PM60003605    | Inscrit      | 1982  |      |
| Bleiglasfenster Nr. 0: Martyr de sainte Maure et de sainte Brigide | 19. Jahrhundert                           | in der Kirche St-Léger (Lage) | PM60003606    | Inscrit      | 1982  |      |